# Linum alpinum
Linum alpinum is een plant die voorkomt in de hooggebergtes van Midden- en Zuid-Europa.

## Etymologie en naamgeving
- Synoniemen: Adenolinum alpicola Rchb., Adenolinum alpinum (L.) Rchb., Adenolinum provinciale Fourr., Adenolinum pyrenaicum Rchb., Linum perenne subsp. alpinum (Jacq.) Stoj. & Stef.
- Frans: Lin des Alpes
- Duits: Alpen-Lein

De botanische naam Linum is afkomstig van het Latijnse 'linum' (draad of linnen). De soortaanduiding alpinum verwijst naar de Alpen, zijn verspreidingsgebied.

## Kenmerken
Linum alpinum is een overblijvende, kruidachtige plant, 10 tot 50 cm hoog, met een dunne, onbehaarde, half-opgerichte of rechtopstaande, bovenaan vertakte stengel. Er is geen bladrozet. De stengelbladeren zijn verspreid ingeplant, tot 2,5 cm lang, zittend en lijn- tot lancetvormig.
De bloemen zijn 2 tot 3 cm groot, licht- tot helblauw, en staan in een ijle tuil. De bloemstengel staat rechtop of lichtjes schuin. De twee buitenste kelkbladen zijn lancetvormig, de twee interne afgerond ovaal, korter dan het vruchtbeginsel, met membraneuze randen. De kroonbladen zijn drie- tot viermaal zo lang als de kelkbladen en zijn lichtjes uitgerand aan de top. De vruchtjes zijn bolvormig.
De bloeitijd is van mei tot augustus.

## Habitat, verspreiding en voorkomen
L. alpinum is een soort van zonnige, droge en warme plaatsen op kalkrijke bodems, vooral in kalkgraslanden van de subalpiene zone van het hooggebergte (van 1600 tot 2000 m hoogte).
Hij komt voor in de bergen van Midden- en Zuid-Europa (vooral in de Alpen en de Pyreneeën) en van westelijk Azië.
... · 
L. alpinum · 
L. austriacum (Oostenrijks vlas) · 
L. bienne (Tweejarig vlas) · 
L. catharticum (Geelhartje) · 
L. leonii (Frans vlas) · 
L. narbonense · 
L. perenne (Overblijvend vlas) · 
L. suffruticosum · 
L. tenuifolium (Smal vlas) · 
L. trigynum · 
L. usitatissimum (Vlas) · 
L. viscosum (Kleverig vlas) · 
...